# Mikołaj (biskup kijowski)
Mikołaj – biskup kijowski, dominikanin, pełniący posługę misyjną, jeszcze przed oficjalnym erygowaniem diecezji. Prawdopodobnie na stałe rezydował w Gnieźnie.